# Miribel (Drôme)
Miribel ist eine Ortschaft und eine ehemalige französische Gemeinde mit 297 Einwohnern (Stand: 1. Januar 2022) im Département Drôme in der Region Auvergne-Rhône-Alpes. Sie gehörte zum Arrondissement Valence und zum Kanton Drôme des collines. Die Einwohner werden Miribelois genannt.
Mit Wirkung vom 1. Januar 2019 wurden die früheren Gemeinden Montrigaud, Miribel und Saint-Bonnet-de-Valclérieux zur Commune nouvelle Valherbasse zusammengeschlossen und haben dort den Status einer Commune déléguée. Der Verwaltungssitz befindet sich im Ort Montrigaud.

## Geographie
Miribel liegt etwa 42 Kilometer nordnordöstlich von Valence am Herbasse. Umgeben wird Miribel von den Nachbarorten Montrigaud im Norden und Nordosten, Saint-Bonnet-de-Valclérieux im Osten, Saint-Laurent-d’Onay im Süden, Crépol im Südwesten sowie Saint-Christophe-et-le-Laris im Westen und Nordwesten.

## Bevölkerungsentwicklung
| Jahr      | 1911 | 1962 | 1968 | 1975 | 1982 | 1990 | 1999 | 2006 | 2016 |
| --------- | ---- | ---- | ---- | ---- | ---- | ---- | ---- | ---- | ---- |
| Einwohner | 343  | 220  | 213  | 216  | 202  | 163  | 200  | 238  | 296  |

## Sehenswürdigkeiten
- Kirche Saint-Sévère aus dem 12. Jahrhundert
- Turm aus dem 13. Jahrhundert
- Wehrhaus von Bouchet, Ende des 15. Jahrhunderts erbaut

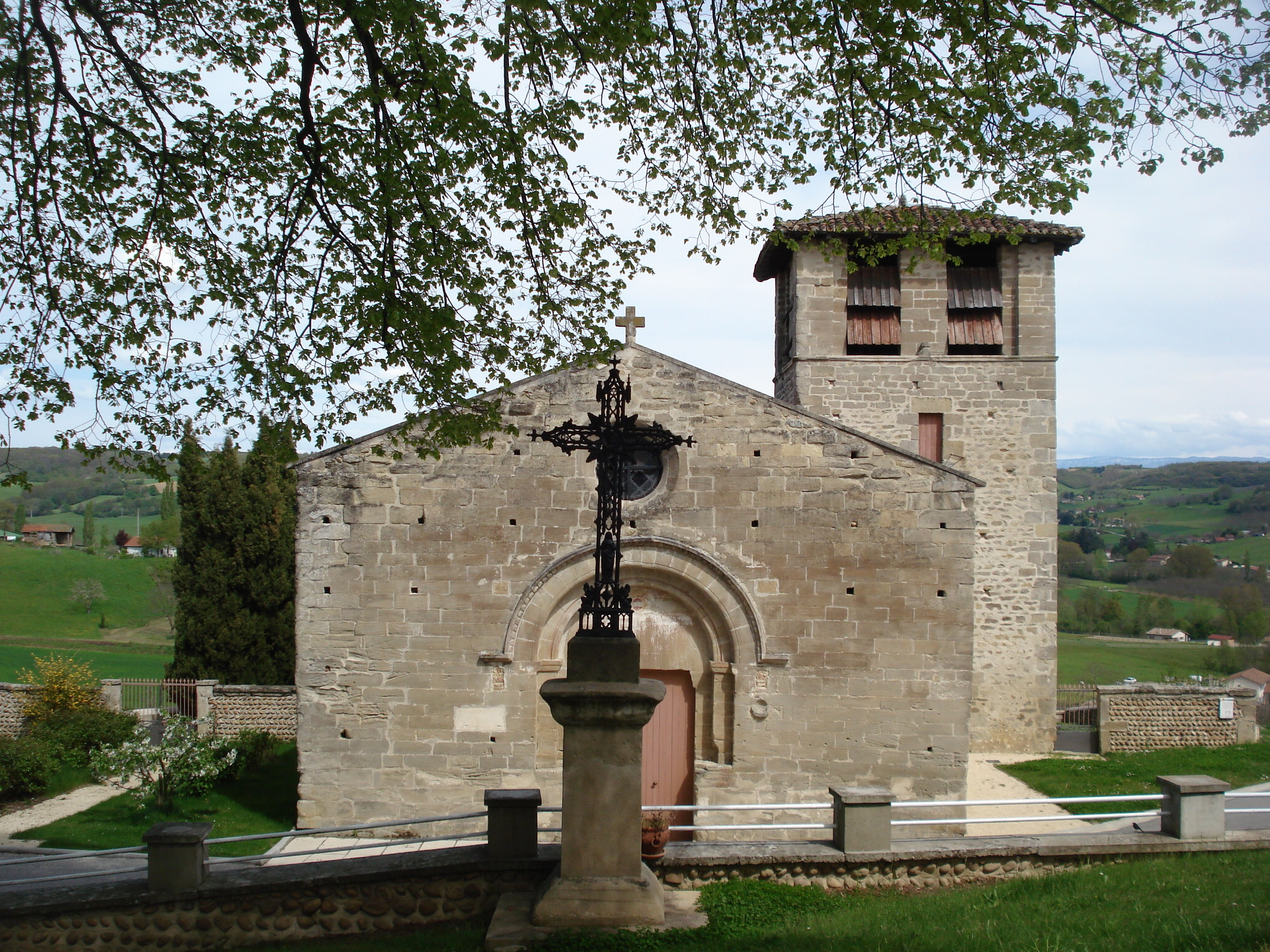
Kirche Saint-Sévère

- Schloss Miribel
- Schloss Deveau